# Gökhan Kardes
Gökhan Kardes (Beverlo, 15 mei 1997) is een Turks-Belgisch voetballer die doorgaans als centrale verdediger speelt. Hij verruilde Beerschot Wilrijk in juli 2019 voor Erzurumspor.

## Carrière
Kardes begon met voetballen bij Turkse FC in Beringen en werd in 2005 opgenomen in de jeugdopleiding van PSV. Daar doorliep hij vervolgens alle jeugdelftallen. Kardes debuteerde op 8 augustus 2016 in het betaald voetbal. Die dag speelde hij met Jong PSV een wedstrijd in de Eerste divisie thuis tegen FC Den Bosch (5–4 winst). Hij viel daarbij na 67 minuten in voor Sam Lammers. Vier dagen later speelde Kardes zijn tweede wedstrijd, tegen SC Cambuur.
Na een uitleenbeurt aan de Roemeense eersteklasser Juventus Boekarest maakte hij in de zomer van 2018 de definitieve overstap naar KFCO Beerschot Wilrijk. Lang bleef hij daar niet voetballen, want na een half seizoen waarin hij amper een wedstrijd speelde stuurde de club hem op uitleenbeurt naar de Turkse tweedeklasser Afjet Afyonspor. Na de degradatie van de club naar de TFF 2. Lig maakte Kardes de definitieve overstap naar Erzurumspor, dat op zijn beurt van de Süper Lig naar de TFF 1. Lig was gezakt.

## Clubstatistieken
| Seizoen | Club                 | Competitie      | Competitie | Competitie | Beker | Beker | Internationaal | Internationaal | Totaal | Totaal |
| Seizoen | Club                 | Competitie      | Wed.       | Dlp.       | Wed.  | Dlp.  | Wed.           | Dlp.           | Wed.   | Dlp.   |
| ------- | -------------------- | --------------- | ---------- | ---------- | ----- | ----- | -------------- | -------------- | ------ | ------ |
| 2016/17 | Jong PSV             | Eerste divisie  | 6          | 0          | 0     | 0     | —              | —              | 6      | 0      |
| 2017/18 | Jong PSV             | Eerste divisie  | 7          | 0          | 0     | 0     | —              | —              | 7      | 0      |
| 2017/18 | → Juventus Boekarest | Liga 1          | 12         | 0          | 0     | 0     | —              | —              | 12     | 0      |
| 2018/19 | Beerschot Wilrijk    | Eerste klasse B | 1          | 0          | 0     | 0     | —              | —              | 1      | 0      |
| 2018/19 | → Afjet Afyonspor    | 1. Lig          | 15         | 0          | 0     | 0     | —              | —              | 15     | 0      |
| 2019/20 | Erzurumspor          | 1. Lig          | 1          | 0          | 0     | 0     | —              | —              | 1      | 0      |
| Totaal  | Totaal               | Totaal          | 25         | 0          | 0     | 0     | 0              | 0              | 25     | 0      |

Bijgewerkt t/m 23 mei 2020